# 下ノ江駅
下ノ江駅（したのええき）は、大分県臼杵市大字田井にある、九州旅客鉄道（JR九州）日豊本線の駅である。

## 歴史
- 1915年（大正4年）8月15日：鉄道院が開設[2]。
- 1930年（昭和5年）11月3日：駅構内に鳥越稲荷神社を建立。

開業後、駅やその周辺で自殺や轢死事故などの災厄が次々と発生するようになったため、駅長や職員が安心して眠れない日々が続いた。これを村人達が「狐のたたりだ」と言い出したため、当時の駅長が別府市の霊媒者に相談したところ、「駅建設時に狐の巣を破壊したために狐が怒っている。稲荷神社を建立して祀るべき」と託宣された。それを駅長が大分保線事務所に確認したところ、下ノ江駅建設時に基盤の土を得る為、駅から北側0.5kmにあった鳥越山を切り崩した際、山に住む狐の巣を破壊してしまったということが判明し、携わった工事業者が交通安全祈願として1930年（昭和5年）11月3日に稲荷神社を建立して供養したところ災厄は起こらなくなった。この駅長は無宗教であったがこの出来事を機に日蓮宗に入信したという。しかし、次代の駅長が繁忙のあまり例祭を怠ったところ、駅構内で貨物列車が脱線し、機関助士が即死、機関士と車掌が重傷を負う大事故が発生してしまった。それ以来、代々の駅長はこの神社の建立日である11月3日を例祭日とし、その時期には例祭を行うこととされている。
- 1972年（昭和47年）
  - 2月25日：貨物取扱廃止[2]。
  - 3月30日：荷物扱い廃止[4]。無人駅となる[5]。
- 1987年（昭和62年）4月1日：国鉄分割民営化により九州旅客鉄道が継承[2]。

## 駅構造
島式ホーム1面2線と保線用の側線1本を有する地上駅である。古い木造駅舎を有する無人駅で、ホームの待合所に券売機が設置されている。

### のりば
| のりば | 路線      | 方向 | 行先     |
| ------ | --------- | ---- | -------- |
| 1      | ■日豊本線 | 下り | 佐伯方面 |
| 2      | ■日豊本線 | 上り | 大分方面 |

## 利用状況
- 2015年度の1日平均乗車人員は53人（前年度比-1人）である。

| 乗車人員推移 | 乗車人員推移 |
| 年度         | 1日平均人数  |
| ------------ | ------------ |
| 2000         | 112          |
| 2001         | 114          |
| 2002         | 108          |
| 2003         | 88           |
| 2004         | 84           |
| 2005         | 83           |
| 2006         | 81           |
| 2007         | 74           |
| 2008         | 79           |
| 2009         | 72           |
| 2010         | 62           |
| 2011         | 69           |
| 2012         | 58           |
| 2013         | 55           |
| 2014         | 54           |
| 2015         | 53           |

## 駅周辺
古くから造船の町として発展したため、駅付近から川沿いに小規模の入り江から湾岸沿いに造船所が建ち並ぶ。東へ抜けると下ノ江港に至るが、当駅からやや離れた所にある。
- 下ノ江郵便局
- 下ノ江造船
- 国道217号
- 大分県道546号下ノ江港線

## その他
- 駅構内に鉄道の安全を祈願した鳥越稲荷神社がある[1]。
- 駅の北側にある下ノ江跨線橋（旧国道217号）は映画『なごり雪』のロケ地で、跨線橋上から見た佐志生方向の線路が作中に登場する。

## 隣の駅
九州旅客鉄道（JR九州）
■日豊本線
佐志生駅 - 下ノ江駅 - 熊崎駅